# 八徳区

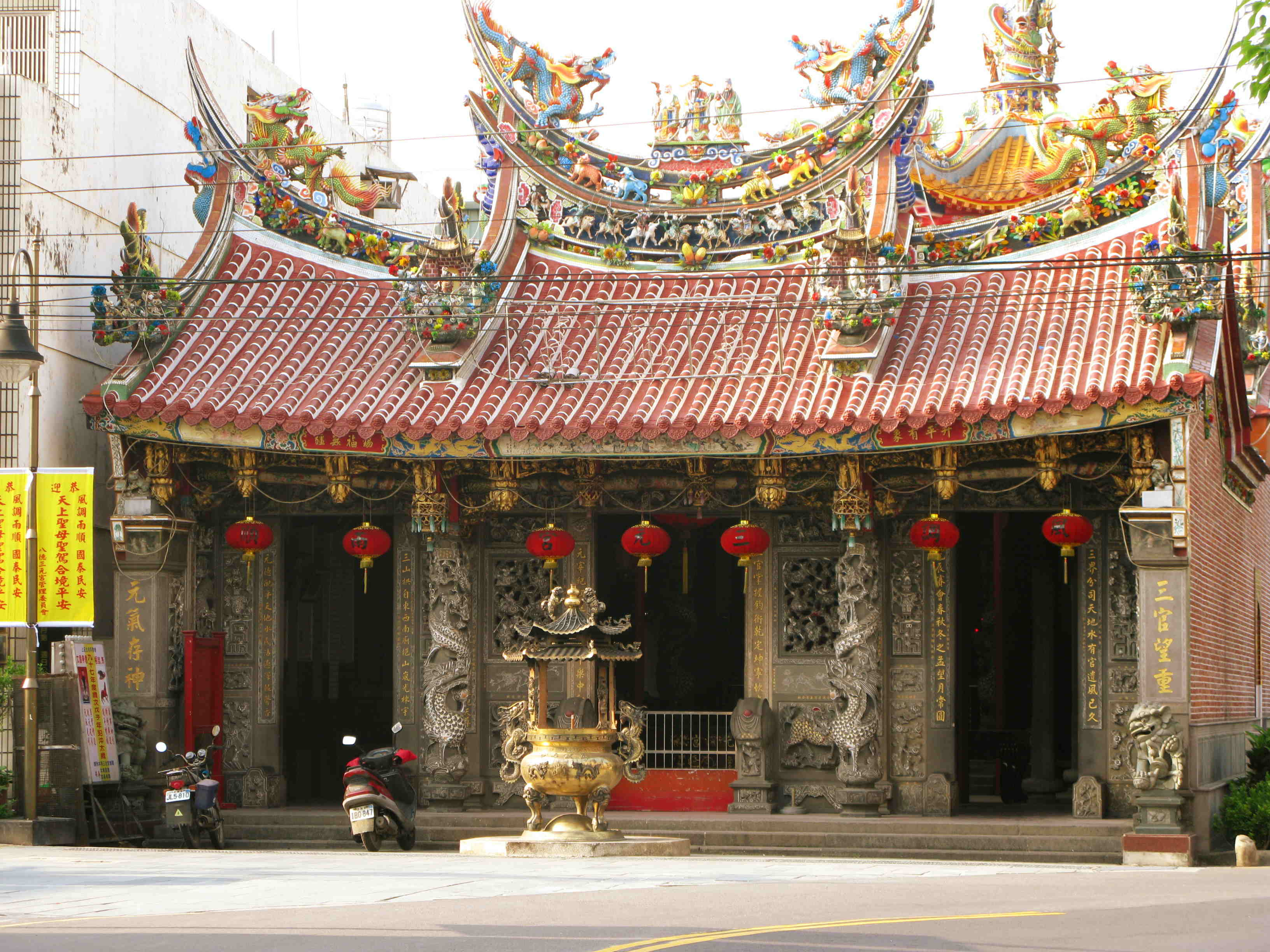
八徳三元宮

八徳区（バードー/はっとく-く）は台湾桃園市北部の市轄区。

## 地理
八徳区は桃園市東北部、桃園台地の東北端に位置している。東は新北市鶯歌区と、西は中壢区と、南は大渓区と、北は桃園区と、西南は平鎮区とそれぞれ接している。東西は6,760m、南北は8,460mとなっており、西側は比較的開けている。桃園市で最小面積の行政区域であり、人口密度は4,031/km²である。
地形は台地となっており、地勢は東南部がやや高くなっているほかは平坦である。海抜は110から115mであり、茄冬渓が市内南西から北に向かって流れ、南崁渓に流入している。しかし農業面では水利灌漑設備が不十分であり、市内には埤塘と称される溜池が点在しているのが特徴となっている。初期の入植者が雨水に依拠した農業からの脱却を目指し、また魚やエビの養殖を行なうことを目的に築かれ、200から300年の歴史を有している。現在市内には80を超える溜池が現存している。

## 歴史
八徳区の旧名は「八塊厝」と称し、その由来には2説ある。一つは開発が始められた1741年、この地域に「荘頭」、「荘尾」、「稲埕頭」、「連城」、「旧城」、「城外」、「公館」、「租倉」の8集落があり、これにより「八塊厝」と命名されたというものである。もう一説は1745年、福建、広東からの移民が入植し、謝、蕭、邱、呂、頼、黄、呉、李という8姓の人々が、それぞれ家屋を建てたことより「八塊厝」と命名されたというものである。
1920年の台湾地方改制の際に八塊と改称され、戦後に八徳と改称された。数度の行政改編を経て1995年1月1日に市制が施行され、八徳市となった。2014年12月25日、桃園県が直轄市となり桃園市と改称したことから、八徳市は八徳区と改名し、市轄区となって現在に至っている。

## 行政区
| 地区   | 里 |
| ------ | --- |
| 大福   | 大同里、陸光里、大忠里、大勇里、大強里、大漢里、大千里、大義里、大栄里、大成里、大慶里、大智里、大宏里、大正里、大福里 |
| 大湳   | 大明里、大仁里、大発里、大湳里、大竹里、大安里、大昌里、大和里、大信里、大華里、大順里、大興里、大愛里                 |
| 茄苳   | 高明里、高城里、茄苳里、茄明里、永豊里、白鷺里                                                                         |
| 下庄子 | 広隆里、広興里、広徳里                                                                                                 |
| 八塊   | 興仁里、福興里、瑞泰里、瑞発里、瑞徳里、瑞祥里、瑞豊里、瑞興里、福元里、福徳里、興中里                                 |
| 霄裡   | 竹園里、霄裡里、龍友里                                                                                                 |

## 教育

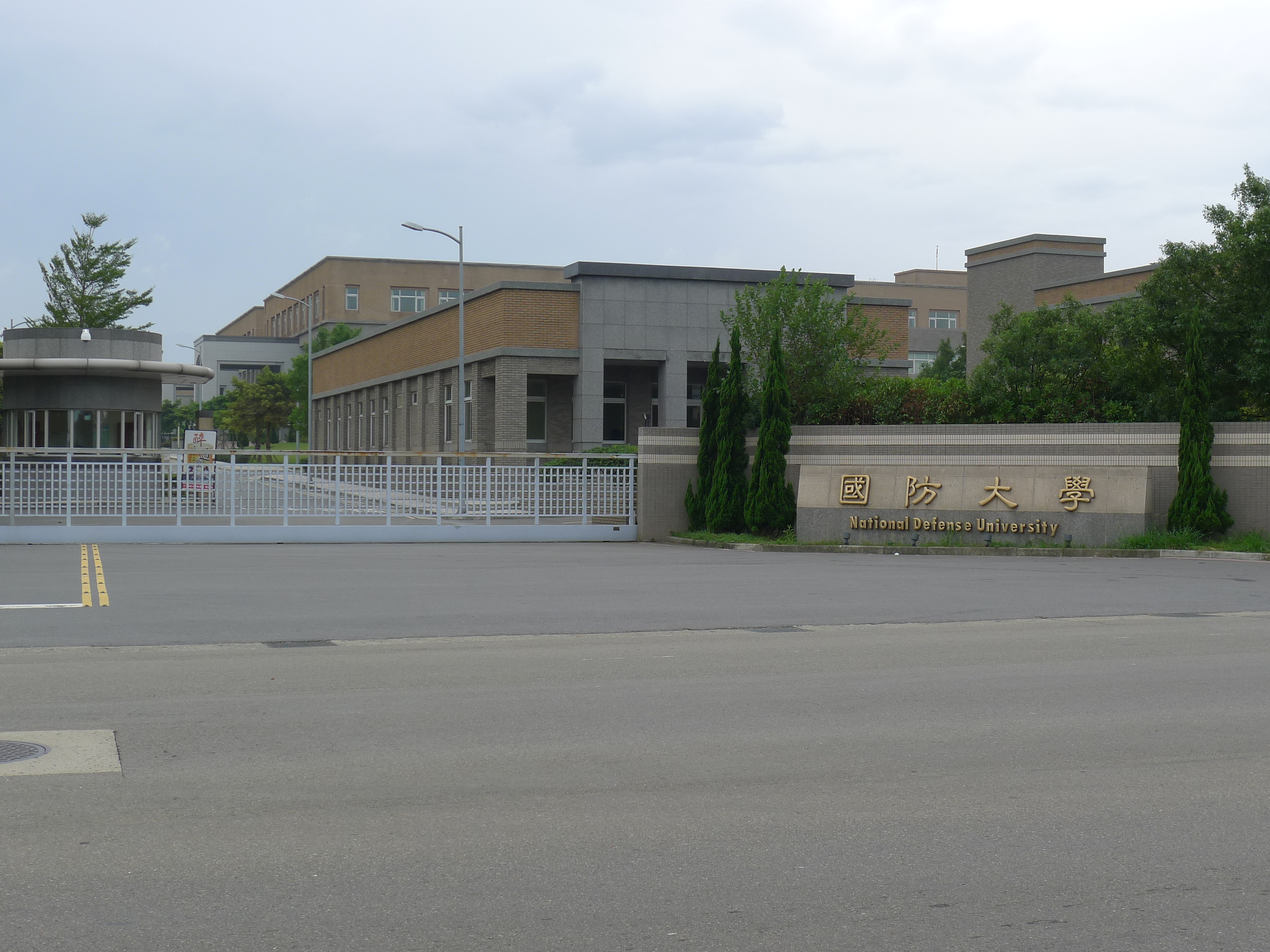
国防大学本部キャンパス北門

### 高級中学
- 桃園市立永豊高級中学
- 私立新興高級中学

### 国民中学
- 桃園市立八徳国民中学
- 桃園市立大成国民中学

### 国民小学
| - 桃園市立八徳国民小学 - 桃園市立霄裡国民小学 - 桃園市立広興国民小学 | - 桃園市立大勇国民小学 - 桃園市立大安国民小学 - 桃園市立端豊国民小学 | - 桃園市立茄苳国民小学 - 桃園市立大成国民小学 - 桃園市立大忠国民小学 |

### 軍事学校
- 国防大学
- 陸軍化学兵学校

## 交通
| 種別 | 路線名称 | その他 |
| ---- | -------- | ------ |
| 国道 | 国道2号  | 大湳IC |
| 省道 | 台1線    | -      |
| 省道 | 台4線    | -      |
| 県道 | 110号    | -      |
| 県道 | 114号    | -      |

## 観光地

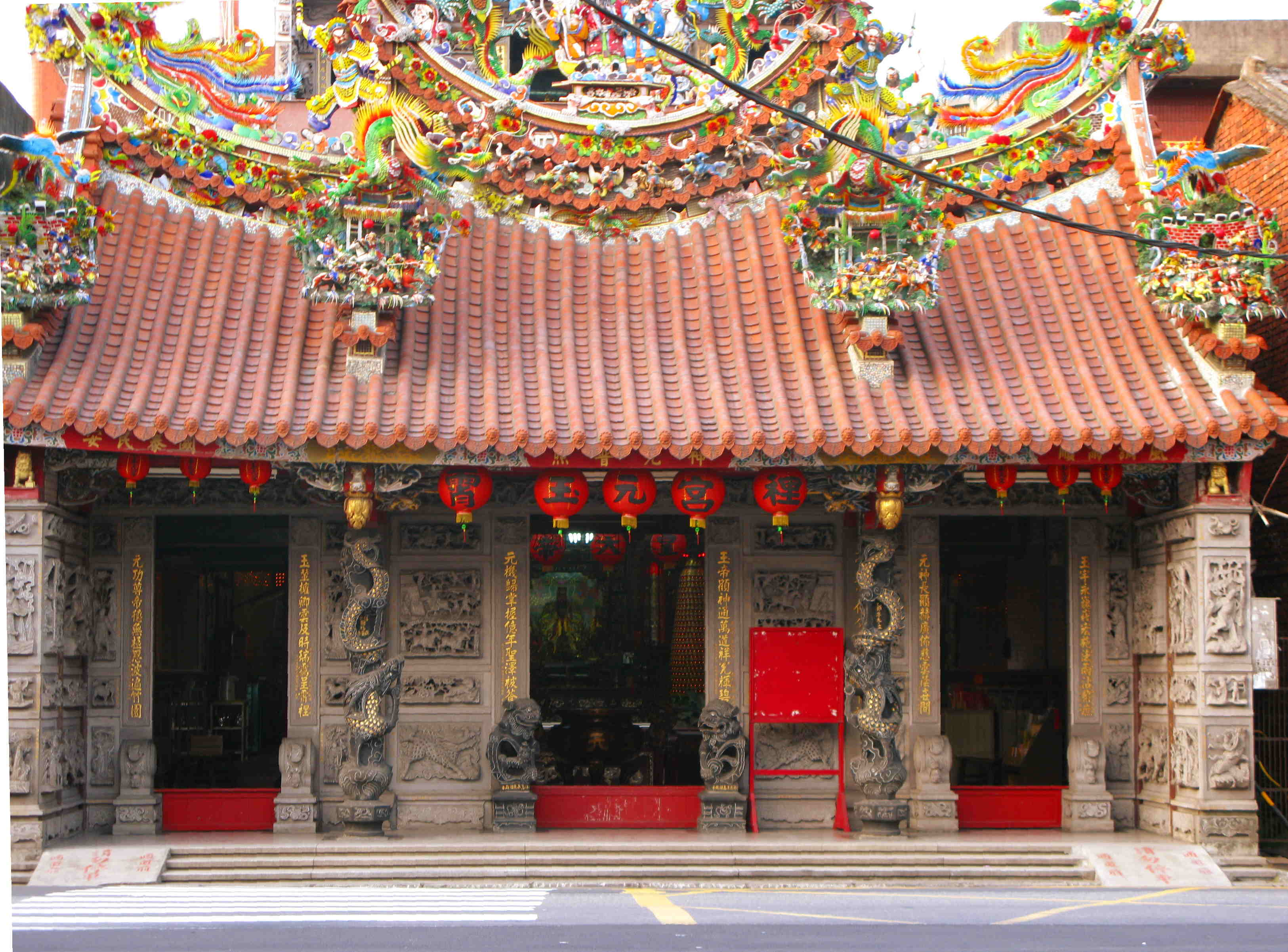
霄裡玉元宮

- 八徳三元宮（中国語版）
- 桃園大圳（中国語版）
- 八塊厝飛行場（中国語版）
- 霄裡（中国語版）

## 著名な出身者
- 朱立倫 - 政治家。桃園県長、行政院副院長を経て新北市長
- 鄭文燦 - 政治家。県市合併後の初代桃園市長
- 萬芳 - 女優・歌手
- 鄭問 - 漫画家